# 朴洪根
朴 洪根（パク・ホングン、韓国語: 박홍근、1969年11月17日〈陰暦10月8日〉 - ）は、韓国の政治家、市民活動家。第19・20・21・22代韓国国会議員。共に民主党院内代表を務めたことがある。
キリスト教徒。

## 経歴
順天暁泉高等学校を経て、慶熙大学校文学科、同大行政大学院環境行政学科修士課程卒業。在学中は同大総学生会会長を務めた。
卒業後は韓国青年連合（KYC）共同代表、韓国ボランティア協議会理事、市民社会団体連帯運営委員、ソウル市民フォーラム共同代表、民主平和統一諮問会議常任委員、大統合民主新党結党準備委員会スポークスマン、大統合民主新党全国青年委員会委員長を歴任し、2012年の第19代総選挙でソウル中浪区乙選挙区から国会議員に初当選した。
党内では「朴元淳系→新李在明系」に分類されるため、2022年3月の院内代表選で「李洛淵系」の朴洸瑥を破れて当選した際には「共に民主党内の主流は『親文』から『親明』に交代する」という観測が出てきた。しかし、1年後は朴洸瑥の選出により退任した。

## 政策
タクシー産業などに対する保護に力を入れるため、「TADA禁止法」「宅配運転手過労死防止法」などを代表発議した。これに対しベンチャースタートアップ界からの批判が多く、「新産業爆撃機」「スタートアップキラー」というあだ名を得た。
2023年6月1日、タクシー業界と争ったTADAの代表者が大法院により無罪判決を出されたから、「TADA禁止法」の提出者として批判を受けた。しかし、朴は当時の尹錫悦検察総長ら検察側が与党に相談せずに早急に起訴を決めたことが問題だと発言し、「政治が時代の流れを追いつけなかった」と謝罪した朴洸瑥院内代表に対しても「文在寅政府と国会の努力を貶した」と批判をした。

## エピソード
元「朴元淳系」であったため、2020年7月の朴元淳の自殺後は「朴元淳葬礼共同執行委員長」を務めた。特に朴元淳の死後、SNSで朴元淳を擁護したとも取られる発言をしたため、「性暴力の二次加害者」とも批判された。
2022年4月、共に民主党が検察の権限を縮小させる法案を推進したが、OECDが「賄賂防止の機能が弱体化するのは決してあってはならない」と懸念を示したことに対し、朴は「韓国の検事がOECDでロビー活動をしたからだ」と主張した。
2023年12月16日、李在明に対する拘束令状について、記者団の前で「国民と堅決に戦っていく」と発言したが、「堅決」は韓国人にとって馴染みのない単語であるため、記者たちは発音が近い「激烈」と速報で書いた。なお、「堅決」は韓国の辞書にも出てくるが、日常的に使う言葉ではないため、北朝鮮用語とされることが多い。